# Albert City
Albert City è una città degli Stati Uniti, situata nella Contea di Buena Vista, nello Stato dell'Iowa.

## Geografia fisica
Le coordinate geografiche della città sono: 42°46′51″N 94°57′02″W (42.780912 -94.950569). Albert City ha una superficie di 1,4 km². Le città limitrofe sono:Laurens, Marathon, Newell, Rembrandt, Sioux Rapids, e Webb. Albert City è situata a 402 m s.l.m.

## Società

### Evoluzione demografica
Al censimento del 2000, Albert City contava 709 abitanti e 284 famiglie. La densità di popolazione era di 506,42 abitanti per chilometro quadrato. Le unità abitative erano 312, con una media di 222,85 per chilometro quadrato. La composizione razziale contava il 98,73% di bianchi, lo 0,56% di afroamericani, lo 0,14% di asiatici, e lo 0,14% di altre razze. Gli ispanici e i latini erano 0,56% della popolazione residente.